# 도로시 기시
도로시 엘리자베스 기시(영어: Dorothy Elizabeth Gish, 1898년 3월 11일 ~ 1968년 6월 4일)는 미국의 배우이다.